# 阿川陽志
阿川 陽志（あがわ ようじ、1978年10月10日 - ）は、日本のAV男優、実業家。愛称は「Yooji」。

## 略歴
- 2000年、21歳の時にAVデビュー。アパレル店員時代にスカウトされ[1]、1年目はAV男優を掛け持ちしていたが、22歳の頃からAV男優専業となる[2]。
- 2009年、「AV女優が選ぶAV男優ランキング 第1位」に選ばれた[3]。
- 2013年6月、出張ホストクラブ「ブラックスワン」を開業。オーナーホストをしている[4]。

## 人物
- 潮吹き作品にいちばん多く出演している[5]。男優のなかでも、際立って潮吹きをさせるのが上手く、現場で重宝されている[6]。
- 新人女優のデビュー作品に数多く起用されている[5]。
- 月間最多射精数は72というかなりタフ[7]。
- 月間の最高現場数は74現場[8]。
- ガラス製の爪やすりで、毎日、爪を削っている。女性の肉体を傷付けないためである[6]。
- AV男優としてのデビューは21歳[8]。
- AV男優になったきっかけは、外資系アパレル店員だったときの顧客が、当時有名だった男優（現在は引退）で、「男優やってみない？」と誘われ、興味本位で撮影現場に駆けつけたからだった[8]。
- 初体験は14歳のとき[8]。
- 20代のときは“歩く性器”状態で、2現場こなして夜帰り、朝までセックスして、朝7時に現場に行くことがあった[8]。
- 男優をやっている間は、結婚を諦めている。男優はプライベートを充実させない方が良いからである[9]。
- 黒田悠斗を偉大な男優として、尊敬してやまない[10]。
- 男女平等主義を常日頃から提唱している[5]。
- 趣味は音楽観賞で演歌以外のジャンルは何でも聴く。
- 高校時代は軽音部でメタルバンドをやっていた[10]。
- 腕にタトゥーを入れている[10]。
- 玉袋の毛が邪魔だから剃っている[10]。
- リアルタイムに報告したくないから、Twitterはやらない[10]。
- 世界各国の歯ブラシと歯磨き粉を集めている[10]。

## 出演番組
ネット配信
- めちゃ×2ゆるんでるッ！（ゼロテレビ）
  - 第8回 光浦靖子の性生活（2013年10月9日）
  - 第10回 クリスマスSP 第1部（2013年12月25日）
  - 第14回 赤DVD第3弾 発売記念キャンペーンスペシャル 第3部 新スタジオこけら落とし（2014年4月29日）
- 男優と男優　阿川陽志 （GIRL'S CH、前編：2014年5月21日公開、後編：2014年5月28日公開）